# Akha
Akha er en bjergstamme i Kina, Laos, Myanmar og det nordlige Thailand. I Thailand er de blandt de seks hovedbjergstammer. I de nordlige thailandske provinser Chiang Rai og Chiang Mai bor der 80.000 medlemmer af stammen. Den stammer oprindelig fra Kina og Tibet.
- Wikimedia Commons har flere filer relateret til Akha